# Calamosaurus
Calamosaurus (лат.) — вымерший род динозавров-теропод, окаменелые остатки которого были найдены в отложених барремского яруса нижнего мелового периода формации Уэссекс на острове Уайт в Великобритании. Он был описан по двум шейным позвонкам (BMNH R901), найденным палеонтологом-любителем, преподобным Уильямом Фоксом. Типовой и единственный вид — Calamosaurus foxi.

## История и таксономия

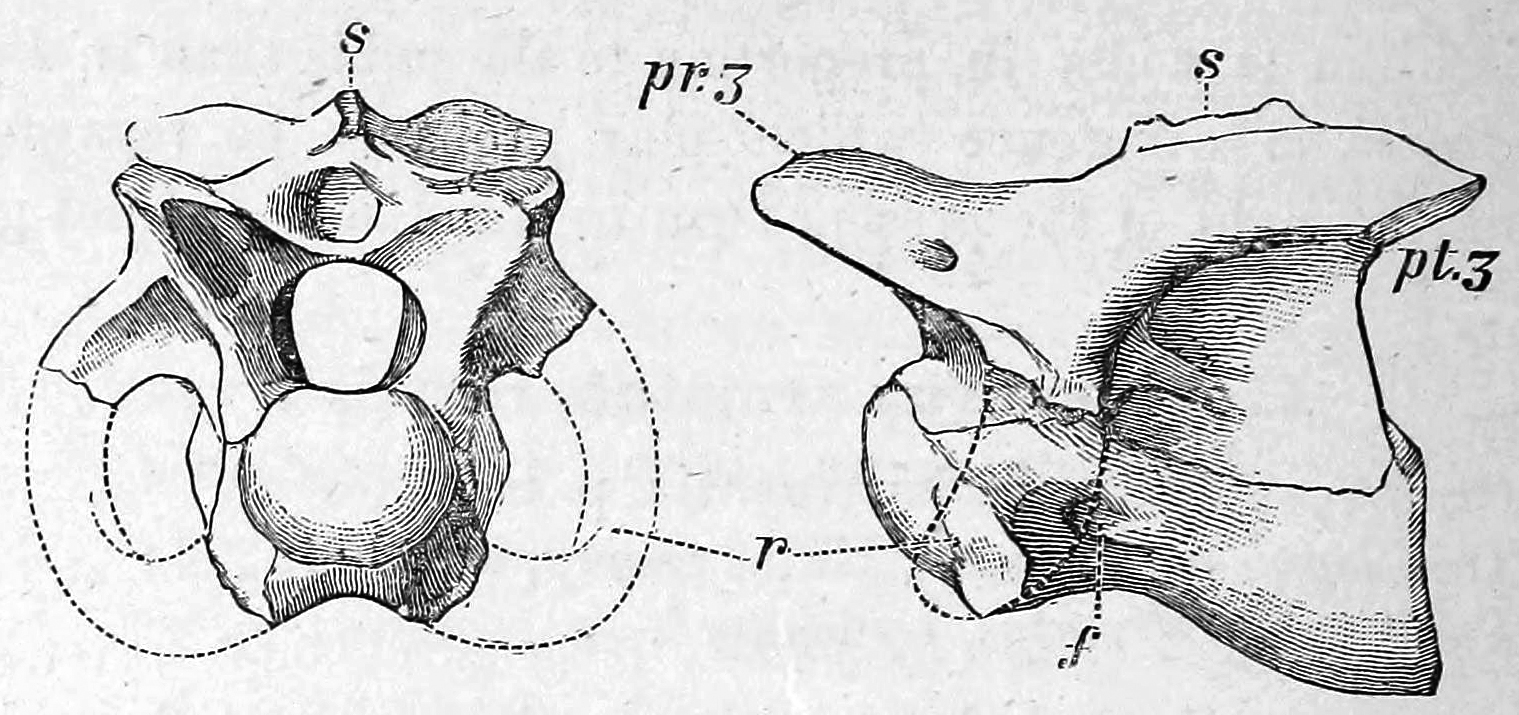
Рисунок позвонка

Ричард Лидеккер обнаружил голотип (шейный позвонок) в ходе каталогизации коллекции палеонтолога-любителя Уильяма Фокса, дав ему название Calamospondylus foxi, отметив сходство с костями целюра. На момент присвоения название Calamospondylus уже было занято в 1866 году самим преподобным Уильямом Фоксом (человеком, в честь которого Лидеккер назвал этот вид и в чьей коллекции находась окаменелость). В 1891 году Лидеккер переименовал его в Calamosaurus (нынешнее название). Он также предварительно отнёс к таксону правую большеберцовую кость (NHMUK R.186), которая была обнаружена Уильямом Фоксом в 1865 или 1866 году и была идентифицирована Naish и др. в 2001 году как принадлежащая базальному целурозавру и как принадлежавшая орнитомимидам Allain и др. в 2014 году. NHMUK R.186 ныне приписывается роду Calamospondylus.
В некоторых работах род относили к Calamospondylus из-за длительной таксономической путаницы, хотя между этими двумя родами нет сопоставимого материала. В более поздних обзорах его считают сомнительным тероподом, хотя он также может оказаться валидным членом группы целурозавров.
В 2002 году Paul Turner нашел на острове Уайт спинной позвонок. Впоследствии был найден дополнительный материал, включая фрагменты большеберцовой кости и плюсны. Эти материалы были отнесены к Calamosaurus.

### Образец NHMUK R.186
NHMUK R.186 был обнаружен Уильямом Фоксом в 1865 или 1866 году и впервые отнесён к Hypsilophodon foxii Лидеккером в 1888 году.  Позднее, в 1891 году, Лидеккер отнёс NHMUK R.186 к Aristosuchus pusillis; в работе 1973 года Galton согласился с этой классификацией. Welles и Long (1974) отнесли его к орнитомимидам, в то время как Norman (1990), Kirkland и др. (1998) и Long и Molnar (1998) отнесли NHMUK R.186 к целурозаврам. Galton и Molnar в 2005 году отметили сходство NHMUK R.186 с голотипом Coelurus fragilis, а Allain и др. (2014) согласились с тем, что NHMUK R.186 относится к целурозаврам.
Naish и др. в 2001 году предварительно отнесли большеберцовую кость к Calamosaurus foxi, а образец NHMUK R.186 был отнесен к Calamospondylus. 

## Палеобиология
Если Calamosaurus относился к целурозаврам, он был двуногим хищным животным. По оценкам Naish и др. (2001), длина живого животного составляла бы около 3–5 метров; строение шейных позвонков указывает на небольшой размер головы маленькой.